# Gaizka Urresti
Gaizka Urresti Fernández de Valderrama (Bilbao, España, 1967) es un guionista, director y productor de cine español. Licenciado en Ciencias de la Información por la Universidad del País Vasco, es profesor de televisión y cine. Ha dirigido entre otras realizaciones, el documental Un Dios que ya no ampara, que fue finalista de los premios Goya 2011 y resultó premiado en el Festival de Cine de Fuentes de Ebro, el Festival de Cine Documental de Jaén y la Semana de Cine Español de Carabanchel. Su cortometraje Abstenerse agencias fue ganador del Goya al mejor cortometraje de ficción de 2013.

## Filmografía

### Cortometrajes
Como guionista:
- Chevrolet
- El último guion. Buñuel en la memoria
- Raíz

Como director, guionista y productor:
- Malicia en el País de las Maravillas (2004)
- Raíz (2003)
- El corazón de la memoria (2001)
- Un Dios que ya no ampara (2010)
- Abstenerse agencias (2011)
- El último guion. Buñuel en la memoria (2008)
- Por qué escribo (2013)
- El trastero (2016)

#### Como productor (Junto a su productora IMVAL)
- Chevrolet (1997)
- El regalo de Silvia (2003)
- Antonia (2004)
- Vida y color (2005)
- A un metro de ti (2008)
- El último guion. Buñuel en la memoria (2008)
- La mirada invisible (2010)

### Largometrajes
- Bendita calamidad (2015)

## Premios y nominaciones
Premios Simón
| Año  | Categoría                     | Película                     | Resultado |
| ---- | ----------------------------- | ---------------------------- | --------- |
| 2012 | Mejor guion                   | Abstenerse urgencias         | Nominado  |
| 2013 | Mejor montaje                 | Por qué escribo              | Nominado  |
| 2017 | Mejor guion                   | Acogida                      | Nominado  |
| 2019 | Mejor dirección               | Aute retrato                 | Nominado  |
| 2020 | Mejor dirección               | Reset                        | Nominado  |
| 2020 | Mejor guion                   | Reset                        | Nominado  |
| 2022 | Mejor documental              | Labordeta, un hombre sin más | Ganador   |
| 2022 | Mejor dirección               | Labordeta, un hombre sin más | Nominado  |
| 2022 | Mejor guion                   | Labordeta, un hombre sin más | Nominado  |
| 2022 | Mejor dirección de producción | Labordeta, un hombre sin más | Nominado  |